# 拉蒙·比列達·莫拉萊斯國際機場
拉蒙·比列達·莫拉萊斯國際機場（西班牙語：Aeropuerto Internacional Ramón Villeda Morales）是主要服務宏都拉斯第二大城市聖佩德羅蘇拉的國際機場，位於該市東南11公里處的拉利馬，以1957年至1963年擔任洪都拉斯總統的拉蒙·比列達·莫拉萊斯命名，也被稱為拉梅薩國際機場（Aeropuerto Internacional La Mesa）。
它是洪都拉斯最主要和最繁忙的機場，2010年約有742,000名乘客。

## 相关参见
- 宏都拉斯交通